# 1924 au Yukon
Chronologie du Yukon
- 1920
- 1921
- 1922
- 1923
- 1924
- 1925
- 1926
- 1927
- 1928

Cette page concerne des événements d'actualité qui se sont produits durant l'année 1924 dans le territoire canadien du Yukon.

## Politique
- Commissaire de l'or : George P. MacKenzie
- Législature : 6e

## Naissances
- 24 février : Erik Nielsen, premier yukonnais Vice-premier ministre du Canada et député fédéral du Yukon (1957-1987) († 4 septembre 2008)
- 24 octobre : Bill Brewster (en), député territoriale de Kluane (1982-1996) († 13 novembre 2014)